# Créancey (Haute-Marne)
Pour les articles homonymes, voir Créancey.
Créancey est une ancienne commune française du département de la Haute-Marne en région Grand Est. Elle est associée à la commune de Châteauvillain depuis 1972.

## Géographie
Le village est traversé par la route D211 et se situe sur la rive gauche de l'Aujon ; le parc national de forêts est à environ 2,5 km à l'est.

## Toponymie
Anciennement mentionné : Crienceum (1199),  Criancei (1253),  Creancei (1261), Criancey (1265), Crienceyum (1372), Creanceyum (1436), Créancey (1592), Créancé (XVIIIe siècle).

## Histoire
Sur Le Plateau fut mis au jour en 1912 un bâtiment gallo-romain avec canalisation en bois de chêne ; dans le village un certain nombre de sarcophages furent découverts en 1840, 1848 ou 1956 lors de travaux.
Le 28 mars 1972, la commune de Créancey est rattachée à celle de Châteauvillain sous le régime de la fusion-association.

## Politique et administration
| Période                                  | Période | Identité           | Étiquette | Qualité |
| ---------------------------------------- | ------- | ------------------ | --------- | ------- |
|                                          |         | Jean-Marie Caugant |           |         |
| Les données manquantes sont à compléter. |         |                    |           |         |

## Démographie
| 1866 | 1872 | 1876 | 1881 | 1886 | 1891 | 1896 | 1901 | 1906 |
| ---- | ---- | ---- | ---- | ---- | ---- | ---- | ---- | ---- |
| 494  | 476  | 464  | 426  | 423  | 411  | 380  | 354  | 311  |

| 1911 | 1921 | 1926 | 1931 | 1936 | 1946 | 1954 | 1962 | 1968 |
| ---- | ---- | ---- | ---- | ---- | ---- | ---- | ---- | ---- |
| 281  | 237  | 236  | 210  | 222  | 237  | 226  | 206  | 190  |

## Lieux et monuments
- Église Notre-Dame-de-la-Nativité, construite en 1526